# Czerwięcice
Czerwięcice (prononciation : [t͡ʂɛrvjɛnˈt͡ɕit͡sɛ]) est une localité polonaise de la gmina de Rudnik, située dans le powiat de Racibórz en voïvodie de Silésie.